# Championnat du Maroc féminin de basket-ball de deuxième division
Le Championnat du Maroc féminin de basket-ball de deuxième division est appelé Nationale Féminin 1.

## Les clubs de l'édition 2013/14

### Poule 1
- Moghreb Rabat
- Stade Marocaine
- ASS Salé

### Poule 2
- KAC Kenitra
- Irch Chefchaouen
- Renaissance Tanger

### Poule 3
- AST Taza
- Renaissance Berkane
- USBB Berkane

### Poule 4
- Chabab Rif Nador
- Chabab Rif Hoceima
- UST

### Poule 5
- Widad Sefrou
- USF Fés
- NRF Fés

### Poule 6
- CISER Errachidia
- Maghreb Du Fés
- CPAM Midelt

### Poule 7
- Kawkab Marrakech
- ASSSAFI
- OCS Safi de Othman Rabya

### Poule 8
- DHJ El Jadida
- AJSS Settat
- OCK Khouribga

### Poule 9
- CH Sidi Othman Casablanca
- ACM Mohammadia
- Sport Plazza

### Poule 10
- ONE Casablanca
- COJ El Jadida
- CMC Casablanca
- CFBB Mohammadia

### Poule 11
- RBM Beni Mellal
- CAK Khenifra
- RCOZ Oued Zem

### Poule 12
- CCH Ouled teima
- RCMA Agadir
- Club Cite Suisse Agadir
- CSSC Agadir
- CSCEBT Tantan
- OD Dchira
- ABB Buigra
- ASBS Goulmim